# 穿孔嘴貝屬
穿孔嘴貝屬（學名：Terebrirostra）是貫殼貝科Trigonoseminae亞科下已滅絕的一個屬，生存於白堊紀。牠們可能為單獨生活，利用短小的肉莖附著在堅實的基底上。本屬的化石在淺海沉積岩層，尤其是海綠石白堊中大量發現。

## 特徵
這種腕足動物以長而彎曲的殼頂聞名，殼頂一直延伸到殼的後邊緣。腹殼上突出的彎曲殼頂能使殼露出基質表面，以防止沉積物進到套膜腔內。背殼的外形從橢圓形到三角形都有。兩殼前緣的閉合線為波浪狀，有許多凹陷。兩殼上均有放射狀的肋和同心生長線。

## 外部連結
- Terebrirostra in the Paleobiology Database